# Andraševec
Andraševec är en ort i Kroatien.   Den ligger i länet Krapina-Zagorjes län, i den norra delen av landet, 21 km norr om huvudstaden Zagreb. Andraševec ligger 211 meter över havet och antalet invånare är 886.
Terrängen runt Andraševec är platt åt nordväst, men åt sydost är den kuperad. Runt Andraševec är det ganska glesbefolkat, med 42 invånare per kvadratkilometer. Närmaste större samhälle är Zaprešić, 19,3 km sydväst om Andraševec. Omgivningarna runt Andraševec är en mosaik av jordbruksmark och naturlig växtlighet.